# 청양초등학교 (충남)
청양초등학교는 대한민국 충청남도 청양군에 있는 초등학교이다.

## 학교 연혁
- 1911년 9월 1일 청양공립보통학교 개교(수업연한 4년제, 사립 청무학원 흡수)
- 1921년 4월 1일 6년제 개편
- 1938년 4월 1일 청양남공립심상소학교로 개칭
- 1941년 4월 1일 청양남공립국민학교 개칭
- 1946년 9월 1일 청양공립국민학교로 개칭
- 1950년 6월 1일 청양국민학교로 개칭
- 1954년 4월 1일 사직분교장, 청송초등학교로 승격 분립
- 1996년 3월 1일 청양초등학교 개칭
- 2008년 11월 24일 학교현대화 교실 중·개축 완공
- 2011년 8월 27일 개교 100주년 기념행사
- 2012년 3월 1일 대치초등학교 통폐합(11명)
- 2015년 2월 12일 제103회 졸업(16,582명)
- 2017년 3월 2일 2017학년도 입학식(72명)

## 참고 자료
- 청양초등학교 - 한국교육학술정보원 학교알리미